# Joan Ordeix i Cornellas
Joan Ordeix i Cornellas (Sant Quirze de Besora, Osona, 1903 - Vic, Osona, 1975) Fou canonge mestrescola (1961) i rector del Seminari de Vic (1958).

## Biografia
Acabada la formació al Seminari i ordenat ja sacerdot, anà a ampliar estudis a la Universitat de Salamanca (1944). Entrà de professor del Seminari exercint de mestre de col·legials (1931) i de prefecte de disciplina (1939). Quan va tornar de Salamanca obtingué una càtedra de teologia (1944). Més tard va portar el vice-rectorat (1951), en funcions de rector, i accedí a aquest últim càrrec en 1958. Duran aquest llarg període en l'ensenyament impartí un bon nombre assignatures, com ara acció catòlica, ascètica i mística, ciències naturals, ciències cosmològiques, física i química, fisiologia, grec, història natural, litúrgia, sociologia, teologia dogmàtica, teologia pastoral i oratòria sagrada. A més, impartí l'assignatura de fisiologia i higiene a l'Escola de Magisteri de l'Església del Seminari Conciliar de Vic. En 1953 va ser nomenat canonge de la catedral de Vic, que amplià amb la dignitat de mestrescola en 1961.